# 马里乌波尔围城战
2022年2月24日，俄軍開始南下且逐漸入侵並包圍马里乌波尔，持續了將近三個月直至5月20日，最終以俄羅斯的勝利告終。马里乌波尔市位于烏克蘭顿涅茨克州，由俄罗斯支持的顿涅茨克人民共和国声称拥有主权。紅十字會將圍城戰形容為「世界末日」，烏克蘭指責俄羅斯在該市製造了一場重大的人道主義危機。2022年4月12日，乌克兰顿涅茨克地区军事当局负责人帕维尔·基里连科在接受采访时表示，自俄罗斯入侵乌克兰以来，估计马里乌波尔市有2万至2.2万人死亡，全市95%的建築被摧毀。西方分析人士將這次圍城戰與二戰期間的列寧格勒圍城戰相提並論。

## 战争经过
进攻前，俄罗斯军队于2022年2月24日用火炮轰炸该市，造成26人受伤。2月25日上午，俄罗斯军队从东部的顿涅茨克人民共和国向马里乌波尔推进，并在帕夫洛皮尔村附近与乌克兰军队交战。而乌克兰军队击败了俄罗斯军队。据马里乌波尔市市长瓦季姆·博伊琴科称，乌克兰军队摧毁了22辆俄罗斯坦克。据马里乌波尔副市长表示，在俄軍围困之前，约有10万居民离开了马里乌波尔。

### 俄军進攻
2月25日晚，俄罗斯海军开始对马里乌波尔以西的亚速海海岸线进行两栖登陆作战。一位美国国防部官员表示，俄罗斯军队有可能动员几千海军步兵来进行登陆 。俄国黑海舰队为这次两栖登陆作战行动派出了10艘戰車登陸艦，其中有6艘是在行动开始前就从波罗的海舰队与北方舰队调来的。每艘戰車登陸艦可搭载25辆装甲运兵车或10辆主战坦克。从马里乌波尔到俄军控制区的部队集结地的距离相对较短，大约为75-100海里，因此未来几天俄军可能在有需要时多次登陆。
2月27日，美國情報表示，2,000名俄羅斯海軍士兵在馬里烏波爾西面進行兩棲登陸。
3月1日，顿涅茨克人民共和国总统杰尼斯·普希林宣布顿涅茨克军队业已包围伏爾諾華卡，并很快对马里乌波尔采取同样的行动。同日，报道称俄罗斯军队已控制马里乌波尔东北部的萨尔塔纳。
该市的一个平民住宅区发生重大爆炸，可能是集束炸弹造成的。俄军用大炮炮轟该市，造成超过21人受伤。其中當地的大型醫院马里乌波尔地区重症监护医院也被俄軍轟炸，包括周圍居民、病人與醫護人員在內有約400人被圍困其中。
4月4日，顿涅茨克武装力量发言人爱德华·巴苏林表示除工业区和港口外马里乌波尔市中心区已基本被顿涅茨克武装力量控制。
4月10日，俄罗斯军队占领了马里乌波尔港口。把保衛馬里烏波爾的烏軍部隊分隔在兩個主要地點，分別是港口和亞速鋼鐵廠，同時也推進到了當地的市中心。
4月11日，頓涅茨克人民共和國部队声称已经占领了马里乌波尔80%的地区。馬里烏波爾的乌克兰守軍预计这座城市很快就会沦陷，因为他们的弹药即将耗尽，战争研究所的分析人士认为，马里乌波尔将在一周内沦陷。马里乌波尔市长當天表示，超过10,000名平民在俄罗斯对其城市的围攻中丧生，死亡人数可能超过20,000人。顿涅茨克领导人顾问後來指責乌克兰军队在撤离马里乌波尔期间放火烧毁了存放大量粮食的港口仓库。

### 俄軍逐漸深入市區
4月13日，据俄罗斯国防部发言人伊戈尔·科纳申科夫表示，受俄军及顿涅茨克人民共和国民兵部队的进攻影响，位于伊利奇钢铁厂的乌克兰海军步兵第36旅1,026名军人自愿放下武器投降，这其中包括162名军官以及47名女兵，其中151名乌军伤员就地接受了医疗救治，随后被送往医院。十小时后，俄国防部宣布攻占马里乌波尔港，并释放了被乌方扣押在船只上的包括外国人在内的所有人质。此后，第36旅指挥官谢尔盖·沃林斯基与亚速营指挥官杰尼斯·普罗科片科发布合拍视频，表示双方成功突围并会师于亚速钢铁厂，同时确认该旅的部分士兵已投降，但无法确定具体投降人数。
而據被困在鋼鐵廠的烏克蘭海軍步兵第36旅士兵在Facebook上發文，表示他們正在和平民一起生活在地獄般的環境，批評烏克蘭軍方沒有履行解除圍困、或者疏散病患的承諾。
4月15日，俄羅斯國防部表示已完全控制了伊利奇钢铁厂。4月16日，俄罗斯国防部发言人伊戈尔·科纳申科夫表示，俄军已经控制了马里乌波尔除亚速钢铁厂之外的所有城区。
4月17日，顿涅茨克武装力量发言人爱德华·巴苏林表示，在打扫战场时发现了第36旅旅长、弗拉基米尔·巴拉纽克的遗体与其个人物品，宣布其已阵亡，但5月8日俄罗斯新闻社报道了第36旅旅长、烏克蘭英雄弗拉基米尔·巴拉纽克与该旅参谋长克尔缅科夫（Dmitry Kormyankov）的被俘过程与存活情况，并提供了多段克尔缅科夫在顿涅茨克接受采访的视频。
4月20日，车臣军以負伤170人為代價，攻下亚速钢铁厂外围地下室，收穫大量物资，該地下室储备了大量弹药与武器装备。地下通道足足有6层。。同日，俄軍向烏軍發最後通牒，要求烏軍投降；另外俄羅斯和烏克蘭達成初步協議、讓市內婦孺和長者撤離，烏克蘭計劃安排90輛巴士撤離6,000人，經別爾江斯克前往烏控扎波羅熱。

### 烏軍最後要塞亚速钢铁厂
4月21日，俄总统普京宣布在马里乌波尔取得巨大成功，并取消进攻亚速钢铁厂的计划，改为围困。
直至當時，仍然有超過10萬名平民被困在馬里烏波爾，同時沒有食物、水、暖氣或藥品的供應。
据俄塔社报道，该钢铁厂内尚有2,000多名乌克兰士兵，俄国防部长谢尔盖·绍伊古表示马里乌波尔被包围时约驻扎有8,100名乌克兰士兵、亚速营部队和外国雇佣军，现今乌克兰方面有4,000余人在军事活动中死亡，另有近1,500人向俄罗斯投降，但未透露俄军伤亡数据。据CNN报道，乌克兰官员表示马里乌波尔未落入俄罗斯手中。美国总统乔·拜登表示俄罗斯是否确实控制了马里乌波尔是值得怀疑的，認為暫時没有证据表明马里乌波尔已经彻底沦陷。拜登还呼吁普京允许人道主义援助介入，让被困在亚速钢铁厂内的人能够逃生。4月25日早些时候，俄罗斯宣布它将於莫斯科時間14:00暫時停止對亚速钢铁厂發動進攻並停火，以便於被困於亞速鋼鐵廠的平民撤離。不過26日，烏克蘭國家通訊社表示在過去的24小時內，俄羅斯軍隊對亞速鋼鐵廠進行了35次空襲，他們完全沒有聽從俄羅斯總統普丁所下達的包圍取代強攻命令。
乌克兰方面又表示在4月27日至28日夜间，俄羅斯對亚速钢铁厂再次發動猛烈空袭，俄羅斯的Tu-22M3、Su-25和Su-24等戰機对亚速钢铁厂进行了50多次空袭。乌克兰声称一家军用野战医院遭到攻擊，受伤人数从之前的170人增加到600多人。4月30日，联合国代表抵达马里乌波尔，就亚速钢铁厂疏散问题进行谈判。當天有20名平民從亚速钢铁厂撤離（俄罗斯方面声称有25人）。
5月2日，约有100名平民被疏散。俄罗斯地面部队的主力開始逐步撤出马里乌波尔，可能是为了加强俄軍在顿巴斯的軍事力量
。
5月3日，俄罗斯军队重新開始進攻亞速鋼鐵廠。次日俄軍已經攻入了鋼鐵廠。
5月5日，烏克蘭軍方表示與保衛鋼鐵廠的失去聯絡，而鋼鐵廠也疑似遭到燃料空氣炸彈攻擊。
乌克兰军队表示一名电工向俄罗斯军队透露了有关亞蘇鋼鐵廠地下隧道网络的信息，這導致俄軍攻入了亞速鋼鐵廠。當天每日電訊報表示，俄軍加大了對亞速鋼鐵廠的轟炸力度。該媒體還表示，烏克蘭總統泽连斯基已授权亞速鋼鐵廠內的烏克蘭軍隊指挥官在必要时可以向俄軍投降。

### 人員撤出與移交
先後和澤連斯基和普京會面後，聯合國秘書長安東尼歐·古特瑞斯於4月28日表示，他將根據在訪問克里姆林宮時得到的保證，嘗試組織亞速鋼鐵廠倖存者緊急疏散。
5月1日，聯合國連同紅十字會撤離被困鋼鐵廠的平民。
5月3日，俄羅斯軍隊再次炮擊鋼鐵廠，當時尚有平民被困在內
5月5日，俄罗斯开放了人道主义走廊，约有300名平民获准离开。人道主義走廊将从早上8点開放到下午6点。
据联合国表示，截至5月6日，共有约500名平民從亞速鋼鐵廠撤離。亚速营表示他們在協助平民撤離时有3名士兵死亡，六人受伤。
5月7日，烏克蘭副總理確認平民撤離完畢。
5月8日，俄烏雙方宣佈所有平民都已從亞速鋼鐵廠撤離。最後一批平民從鋼鐵廠撤離後，近2,000名烏克蘭士兵仍被困、其中700人受傷，被困在鋼鐵廠內的亞速營成員表示，他們擔心如果被俄羅斯軍隊抓獲、會被草率處決，同時他們懇求烏克蘭軍方幫助安排他們的撤離。
5月10日，乌克兰当局表示依舊有1,000名士兵和100名平民駐守在亞速鋼鐵廠內，並且俄军继续对亚速钢铁厂发动进攻。
5月12日，战争研究所注意到當天俄罗斯軍隊没有對亞速鋼鐵廠发动地面攻势。
5月16日，乌克兰武装部队总参谋部表示已经结束了在马里乌波尔的战斗任务。乌克兰国防部副防长漢娜·馬利亞爾表示将启动交换人质的程序，让被围困在亚速钢铁厂的乌军回家。乌克兰军方表示亚速钢铁厂中的264名烏軍军人乘坐大巴前往俄罗斯军队控制的地区，其中53人身受重伤。同日，俄罗斯国防部表示已与被围困在亚速钢铁厂的乌军代表进行谈判，并就停火与开辟人道主义通道达成共识，乌方军人伤员将被送往新亚速斯克镇的医疗机构接受救治。至此，持续了82天的马里乌波尔围城战暂告一段落。5月18日，俄罗斯国防部表示，自5月16日以來共有959名亚速钢铁厂內的乌克兰士兵向俄方投降。當天俄罗斯繼續轰炸亞速鋼鐵廠剩余的守军。頓涅茨克人民共和國领导人表示，仍舊有烏克蘭軍隊尚未投降。
5月21日，最后一批531名乌克兰守军投降，俄军完全控制亚速钢铁厂。當天烏克蘭總統澤連斯基表示，他曾與多國領導人溝通希望外國能为乌克兰军队提供武器以便更多的烏克蘭軍隊能够抵達马里乌波尔并解除封锁，但是最终他發現這一點做不到。泽连斯基還表示在亚速钢铁厂围困期间，乌克兰方面的直升机多次试图向工厂运送食品和弹药，运出伤员和尸体，但是许多飞行员在执行任务时死亡。6月6日，乌克兰总统泽连斯基承认有约2500名亚速钢铁厂守军被俄方俘虏。

## 戰地記者
3月中旬，美联社记者撤离马里乌波尔，凤凰卫视记者卢宇光或是留在马里乌波尔的唯一国际记者。
4月15日，中國環球電視網报道员进入马里乌波尔市采访，表示顿涅茨克武装已逐步控制了包括机场、市议会、检察院、剧院、乌克兰安全局分部在内的整个城区，人道主义救援与东西双向的人道主义通道依旧持续运行，进出城市不受阻碍，并表示当地大部分地区情况在慢慢恢复，但水、电供应尚未恢复。

## 人道主义通道
2022年3月1日，顿涅茨克人民军发言人爱德华·巴苏林表示，俄军和顿涅茨克人民军将组织两条人道主义走廊疏散马里乌波尔居民，并保证路线安全，民众可在3月2日前经Е58高速公路向西前往曼古什，或向东前往Bezimenne。

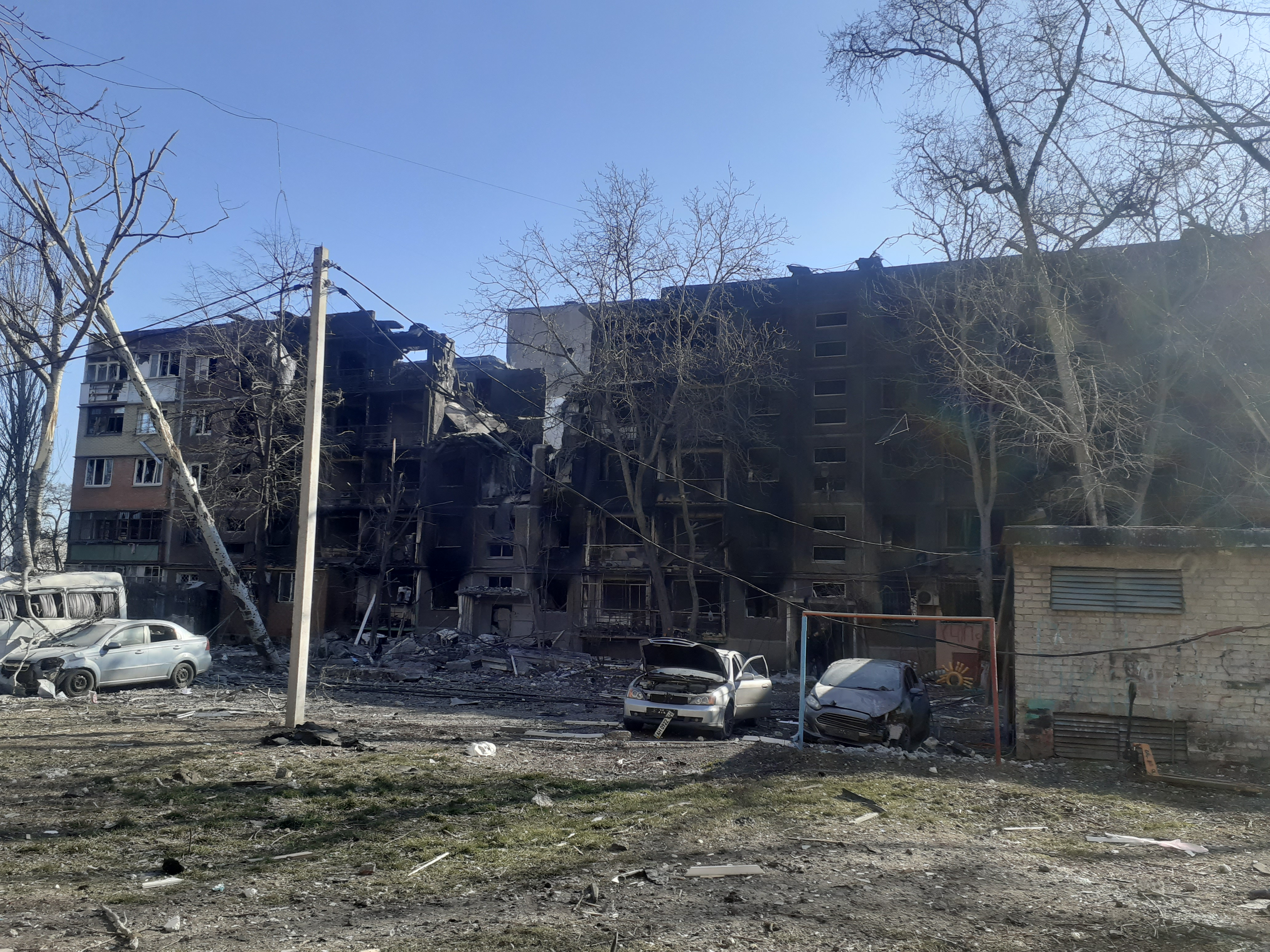
2022年3月16日，馬里烏波爾受損的建築物

3月3日，俄罗斯与乌克兰的第二轮谈判在白俄罗斯境内的别洛韦日森林结束，谈判双方就建立人道主义通道达成谅解。同日，俄罗斯國防管理中心負責人米哈伊尔·米津采夫表示，乌克兰民族主义者正在阻止平民从马里乌波尔撤离，并将平民用作人肉盾牌以挑衅俄军开火。
3月4日，顿涅茨克人民军发言人爱德华·巴苏林表示，昨日的人道主义通道开放致力于疏散平民，但乌克兰方面阻碍马里乌波尔平民安全撤离该市。爱德华·巴苏林还保证己方不会开火，已清除地雷，民众可安全地撤离。
3月5日，俄国防部表示，自莫斯科时间当天10时起，俄军在乌克兰进入静默状态，并为平民离开马里乌波尔开放人道主义通道，人道主义走廊和撤离路线已与乌克兰方面达成一致。同日，乌克兰马里乌波尔市议会于当地时间10点28分发布消息，表示将于当地时间9点至16点期间开启人道主义通道，撤离路线为马里乌波尔---波洛希-奥里希夫-扎波罗热，但随后又于当地时间12点18分发布消息，表示截至当地时间10点55分，仅顿涅茨克地区保持了停火，扎波罗热地区尚处于交火状态，正与俄方协商以确保撤离路线全程保持静默状态。最终马里乌波尔市议会于当地时间13点42分发布消息，表示因俄方不遵守停火制度并继续炮击马里乌波尔及其周边地区，出于安全原因，市议会决定推迟人道主义撤离。当地时间白天，自由记者拍摄到一枚迫击炮弹炸死了四名逃难平民的视频，而纽约时报记者团队亦在旁目睹此惨剧，《纽约时报》表示该地区有十几名乌克兰士兵在帮助平民撤离，但未参与战斗，并表示该炮弹是一支向基辅推进的俄罗斯军队发射的。
同日，俄罗斯國防管理中心負責人米哈伊尔·米津采夫表示，马里乌波尔的人道主义通道每天都开放，俄军会确保人道主义通道的安全。俄方还敦促所有国际组织以及乌克兰领导人确保人道主义通道顺畅运转。同日，顿涅茨克人民军发言人爱德华·巴苏林表示，亚速营与右区在阻止平民通过人道主义通道撤离马里乌波尔，并将平民带到当地一学校地下室，其中有60多人，多数是妇女、儿童，另据当日其他报道，爱德华·巴苏林表示有17人通过人道主义通道成功撤离，其中12名成人，5名儿童。同日，俄罗斯总统普京表示，俄罗斯回应了乌克兰政府的人道主义通道请求，但新纳粹分子没有让任何人离开。同日，俄罗斯国防部发言人伊戈尔·科纳申科夫表示，因乌克兰民族主义团体拒绝民众撤离，拿民众做人肉盾牌、利用停火期间集结部队、加强工事，俄军于当地时间18点恢复了攻势。
3月6日，爱德华·巴苏林表示，马里乌波尔的人道主义通道将再次开放。马里乌波尔市议会于当地时间11点04分发布消息，表示将于当地时间12点至21点期间开启人道主义通道，撤离路线为马里乌波尔--曼古什---波洛希-奥里希夫-扎波罗热，但随后于当地时间16点38分发布消息，表示受俄军重新集结、炮轰马里乌波尔市影响，停止撤离工作。同日，普京与法国总统马克龙通话，普京表示俄军开放人道主义通道，但乌克兰民族主义者阻止民众离开马里乌波尔，利用停火期集结部队重整力量，建议法国与乌克兰政府沟通，以确保人道主义通道顺畅运转。同日，爱德华·巴苏林表示，乌克兰民族主义者向试图通过人道主义通道离开马里乌波尔的平民车队开火，造成两人死亡，四人受伤。
3月7日，马里乌波尔市长瓦季姆·博伊琴科表示，在前两日短暂的停火期期间，有2,000余人逃离马里乌波尔，其中女性占50%，儿童占20%。同日，俄罗斯武装力量宣布自莫斯科时间10时起进入静默状态，开启人道主义通道，以让居民从马里乌波尔撤离，但据中央广播电视总台报道，双方在马里乌波尔附近的交火仍在持续。
3月9日，顿涅茨克人民共和国国土防御指挥部表示，基辅准备在马里乌波尔和沃尔诺瓦哈人道走廊实施挑衅行为，乘车出城可能会遭遇地雷。
3月12日，乌克兰总统泽连斯基表示，乌克兰的人道主义通道奏效，本日撤离12,729人。同日，乌克兰副总理伊琳娜·韦列修克表示，11日乌方继续在扎波罗热、马里乌波尔、基辅州、苏梅等地开通人道主义通道，11日乌方共疏散了7,144人。
4月15日，中國環球電視網記者进入马里乌波尔市進行采访，表示东西双向的人道主义通道持续运行，进出城市不受阻碍。
4月19日，乌克兰总统泽连斯基发表讲话，表示马里乌波尔的恶劣情况未有改善，俄罗斯在阻止人道主义通道运转，数以万计的马里乌波尔居民被俄罗斯转移至俄控领土，其命运不得而知。
4月21日，俄国防部长谢尔盖·绍伊古表示，人道主义通道自3月21日开始每天开放，俄罗斯成功疏散了142,700名平民和外国人。同日，乌克兰表示俄罗斯未在人道主义通道的开放期间停火，数以万计的平民仍在等待撤离，乌克兰总统泽连斯基指责俄罗斯对马里乌波尔的封锁是针对马里乌波尔和这座城市居民的恐怖主义行动。
4月30日，亞速營副指揮官表示約20名藏身亞速鋼鐵廠的平民已安全撤離到扎波羅熱，是俄羅斯總統普京4月21日下令封鎖鋼鐵廠後首批撤走的人，不過俄羅斯傳媒則稱有25人撤離。

## 逸事
中国中央电视台CCTV4时事评论员王晓伟曾声称，亚速钢铁厂中有“大鱼(北約或美軍高級將領)”，一度引发广泛讨论。然而，2022年12月被爆出其“莫斯科国立大学外籍教授”身份系伪造。